# Sophie de Ronchi
Sophie de Ronchi (Marsella, 24 de septiembre de 1985) es una deportista francesa que compitió en natación.
Ganó dos medallas en el Campeonato Europeo de Natación en Piscina Corta entre los años 2006 y 2010.

## Palmarés internacional
| Campeonato Europeo en Piscina Corta | Campeonato Europeo en Piscina Corta | Campeonato Europeo en Piscina Corta | Campeonato Europeo en Piscina Corta |
| Año                                 | Lugar                               | Medalla                             | Prueba                              |
| ----------------------------------- | ----------------------------------- | ----------------------------------- | ----------------------------------- |
| 2007                                | Debrecen (Hungría)                  | Medalla de bronce                   | 100 m estilos                       |
| 2008                                | Rijeka (Croacia)                    | Medalla de plata                    | 100 m braza                         |
| 2008                                | Rijeka (Croacia)                    | Medalla de bronce                   | 200 m estilos                       |
| 2010                                | Eindhoven (Países Bajos)            | Medalla de plata                    | 100 m braza                         |